# American Idiot World Tour
El American Idiot World Tour fue una gira de conciertos realizados por el trío norteamericano Green Day para promocionar su álbum de estudio American Idiot, lanzado en 2004. Durante su estancia europea, se grabó Bullet in a Bible, un DVD en vivo dirigido por Samuel Bayer que incluye catorce canciones además de comentarios e imágenes de la banda ensayando durante la gira; también se documentó uno de los shows más grandes de Green Day, estando ante 130.000 personas en dos días en el Milton Keynes National Bowl de Inglaterra, el 18 y 19 de junio de 2005.

## Programa de canciones
1. «American Idiot»
2. «Jesus of Suburbia»
3. «Holiday»
4. «Are We the Waiting»
5. «St. Jimmy»
6. «Longview»
7. «Hitchin' a Ride»
8. «Brain Stew»
9. «Jaded»
10. «Knowledge» (de Operation Ivy)
11. «Basket Case»
12. «She»
13. «King for a Day/Shout»
14. «Wake Me Up When September Ends»
15. «Minority»

Bises
16.     «Boulevard of Broken Dreams»
17.     Algunas veces «Maria», «Homecoming» o «We Are the Champions» (de Queen)
18.     «Good Riddance (Time of Your Life)»
Nota: En los lugares pequeños no se toca el repetitorio anterior, se toca todo el álbum American Idiot

## Fechas de la gira

### Primera etapa - Norteamérica
| Fecha                    | Ciudad           | País           | Lugar                        |
| ------------------------ | ---------------- | -------------- | ---------------------------- |
| 6 de septiembre de 2004  | Los Ángeles      | Estados Unidos | The Fonda Theatre            |
| 18 de septiembre de 2004 | Chicago          | Estados Unidos | The Vic Theatre              |
| 21 de septiembre de 2004 | Nueva York       | Estados Unidos | Irving Plaza                 |
| 24 de septiembre de 2004 | Toronto          | Canadá         | Phoenix Concert Theatre      |
| 16 de octubre de 2004    | New Orleans      | Estados Unidos | City Park                    |
| 19 de octubre de 2004    | Fort Worth       | Estados Unidos | Fort Worth Convention Center |
| 20 de octubre de 2004    | Houston          | Estados Unidos | Reliant Arena                |
| 22 de octubre de 2004    | Duluth           | Estados Unidos | Arena at Gwinnett Center     |
| 23 de octubre de 2004    | Cincinnati       | Estados Unidos | U.S. Bank Arena              |
| 24 de octubre de 2004    | Louisville       | Estados Unidos | Louisville Gardens           |
| 26 de octubre de 2004    | Hershey          | Estados Unidos | Giant Center                 |
| 28 de octubre de 2004    | Worcester        | Estados Unidos | Centrum Centre               |
| 29 de octubre de 2004    | Philadelphia     | Estados Unidos | Liacouras Center             |
| 30 de octubre de 2004    | East Rutherford  | Estados Unidos | Continental Airlines Arena   |
| 31 de octubre de 2004    | Fairfax          | Estados Unidos | Patriot Center               |
| 2 de noviembre de 2004   | Toronto          | Canadá         | Air Canada Centre            |
| 3 de noviembre de 2004   | Mississauga      | Canadá         | Arrow Hall                   |
| 4 de noviembre de 2004   | Montreal         | Canadá         | Bell Centre                  |
| 5 de noviembre de 2004   | Rochester        | Estados Unidos | Blue Cross Arena             |
| 6 de noviembre de 2004   | Detroit          | Estados Unidos | Cobo Arena                   |
| 8 de noviembre de 2004   | Chicago          | Estados Unidos | UIC Pavillion                |
| 9 de noviembre de 2004   | Milwaukee        | Estados Unidos | U.S. Cellular Arena          |
| 10 de noviembre de 2004  | Minneapolis      | Estados Unidos | Target Center                |
| 12 de noviembre de 2004  | Denver           | Estados Unidos | Pepsi Center                 |
| 13 de noviembre de 2004  | West Valley City | Estados Unidos | E-Center                     |
| 16 de noviembre de 2004  | Everett          | Estados Unidos | Everett Events Center        |
| 17 de noviembre de 2004  | Vancouver        | Canadá         | Pacific Coliseum             |
| 18 de noviembre de 2004  | Portland         | Estados Unidos | Rose Garden                  |
| 20 de noviembre de 2004  | Bakersfield      | Estados Unidos | Centennial Garden            |
| 21 de noviembre de 2004  | San Diego        | Estados Unidos | Cox Arena                    |
| 23 de noviembre de 2004  | Long Beach       | Estados Unidos | Long Beach Arena             |
| 24 de noviembre de 2004  | San Francisco    | Estados Unidos | Bill Graham Civic Auditorium |
| 2 de diciembre de 2004   | Monterrey        | México         | Arena Monterrey              |
| 5 de diciembre de 2004   | Ciudad de México | México         | Palacio de los Deportes      |
| 7 de diciembre de 2004   | Las Vegas        | Estados Unidos | The Joint                    |

### Segunda etapa - Norteamérica
| Fecha               | Ciudad        | País           | Lugar                                  |
| ------------------- | ------------- | -------------- | -------------------------------------- |
| 15 de abril de 2005 | Coral Gables  | Estados Unidos | University of Miami Convocation Center |
| 16 de abril de 2005 | Orlando       | Estados Unidos | TD Waterhouse Centre                   |
| 18 de abril de 2005 | Tampa         | Estados Unidos | USF Sun Dome                           |
| 19 de abril de 2005 | Jacksonville  | Estados Unidos | Jacksonville Veterans Memorial Arena   |
| 19 de abril de 2005 | Charlotte     | Estados Unidos | Cricket Arena                          |
| 22 de abril de 2005 | Norfolk       | Estados Unidos | Ted Constant Convocation Center        |
| 23 de abril de 2005 | Pittsburgh    | Estados Unidos | Mellon Arena                           |
| 24 de abril de 2005 | Atlantic City | Estados Unidos | Trump Taj Mahal                        |
| 25 de abril de 2005 | Albany        | Estados Unidos | Pepsi Arena                            |
| 27 de abril de 2005 | Vestal        | Estados Unidos | Binghamton University                  |
| 28 de abril de 2005 | Portland      | Estados Unidos | Cumberland County Civic Center         |
| 29 de abril de 2005 | Mánchester    | Estados Unidos | Verizon Wireless Arena                 |
| 30 de abril de 2005 | Amherst       | Estados Unidos | Mullins Center                         |
| 2 de mayo de 2005   | Quebec City   | Canadá         | Colisée Pepsi                          |
| 4 de mayo de 2005   | London        | Canadá         | John Labatt Centre                     |
| 5 de mayo de 2005   | Columbus      | Estados Unidos | Schottenstein Center                   |
| 6 de mayo de 2005   | Cleveland     | Estados Unidos | Wolstein Center                        |
| 7 de mayo de 2005   | Grand Rapids  | Estados Unidos | Van Andel Arena                        |
| 9 de mayo de 2005   | Madison       | Estados Unidos | Alliant Energy Center                  |
| 10 de mayo de 2005  | Peoria        | Estados Unidos | Peoria Civic Center                    |
| 11 de mayo de 2005  | Cedar Rapids  | Estados Unidos | U.S. Cellular Center                   |
| 13 de mayo de 2005  | St. Louis     | Estados Unidos | Savvis Center                          |
| 14 de mayo de 2005  | Kansas City   | Estados Unidos | Kemper Arena                           |
| 15 de mayo de 2005  | Omaha         | Estados Unidos | Qwest Center Omaha                     |
| 17 de mayo de 2005  | Winnipeg      | Canadá         | MTS Centre                             |
| 19 de mayo de 2005  | Edmonton      | Canadá         | Rexall Place                           |
| 20 de mayo de 2005  | Calgary       | Canadá         | Pengrowth Saddledome                   |

### Tercera etapa - Europa
6 de junio de 2005
Londres 
Reinó unido
Hammersmith Apollo 

| Fecha               | Ciudad        | País            | Lugar                       |
| ------------------- | ------------- | --------------- | --------------------------- |
| 3 de junio de 2005  | Nürburg       | Alemania        | Rock am Ring                |
| 4 de junio de 2005  | Núremberg     | Alemania        | Rock im Park                |
| 5 de junio de 2005  | Praga         | República Checa | Sazka Arena                 |
| 7 de junio de 2005  | Katowice      | Polonia         | Spodek                      |
| 9 de junio de 2005  | Budapest      | Hungría         | Papp László Sportárena      |
| 11 de junio de 2005 | Imola         | Italia          | Heineken Jammin' Festival   |
| 12 de junio de 2005 | Nickelsdorf   | Austria         | Nova Rock                   |
| 18 de junio de 2005 | Milton Keynes | Inglaterra      | National Bowl               |
| 19 de junio de 2005 | Milton Keynes | Inglaterra      | National Bowl               |
| 25 de junio de 2005 | Interlaken    | Suiza           | Greenfield Festival         |
| 27 de junio de 2005 | Badalona      | España          | Pavelló Olímpic de Badalona |
| 28 de junio de 2005 | Madrid        | España          | Telefónica Arena            |
| 29 de junio de 2005 | Madrid        | España          | Telefónica Arena            |
| 30 de junio de 2005 | Lyon          | Francia         | Halle Tony Garnier          |
| 1 de julio de 2005  | Werchter      | Bélgica         | Rock Werchter               |
| 2 de julio de 2005  | Roskilde      | Dinamarca       | Roskilde Festival           |
| 3 de julio de 2005  | Gotemburgo    | Suecia          | Scandinavium                |
| 5 de julio de 2005  | Kristiansand  | Noruega         | Quart Festival              |
| 7 de julio de 2005  | Róterdam      | Países Bajos    | Ahoy Rotterdam              |
| 9 de julio de 2005  | Naas          | Irlanda         | Oxegen                      |
| 10 de julio de 2005 | Kinross       | Escocia         | T in the Park               |

### Cuarta etapa - Norteamérica
| Fecha                    | Ciudad          | País           | Lugar                        |
| ------------------------ | --------------- | -------------- | ---------------------------- |
| 15 de julio de 2005      | Nueva York      | Estados Unidos | Madison Square Park          |
| 10 de agosto de 2005     | Rosemont        | Estados Unidos | Allstate Arena               |
| 12 de agosto de 2005     | Barrie          | Canadá         | Molsons Park                 |
| 13 de agosto de 2005     | Buffalo         | Estados Unidos | HSBC Arena                   |
| 14 de agosto de 2005     | Fairborn        | Estados Unidos | Nutter Center                |
| 15 de agosto de 2005     | Nashville       | Estados Unidos | Gaylord Entertainment Center |
| 17 de agosto de 2005     | Oklahoma City   | Estados Unidos | Ford Center                  |
| 19 de agosto de 2005     | Houston         | Estados Unidos | Toyota Center                |
| 20 de agosto de 2005     | Dallas          | Estados Unidos | American Airlines Center     |
| 21 de agosto de 2005     | San Antonio     | Estados Unidos | AT&T Center                  |
| 23 de agosto de 2005     | Atlanta         | Estados Unidos | Philips Arena                |
| 24 de agosto de 2005     | Raleigh         | Estados Unidos | RBC Center                   |
| 26 de agosto de 2005     | Sunrise         | Estados Unidos | Office Depot Center          |
| 30 de agosto de 2005     | Columbia        | Estados Unidos | Merriweather Post Pavillion  |
| 1 de septiembre de 2005  | East Rutherford | Estados Unidos | Giants Stadium               |
| 3 de septiembre de 2005  | Foxborough      | Estados Unidos | Gillette Stadium             |
| 4 de septiembre de 2005  | Montreal        | Canadá         | Parc Jean-Drapeau            |
| 5 de septiembre de 2005  | Ottawa          | Canadá         | Corel Centre                 |
| 7 de septiembre de 2005  | Philadelphia    | Estados Unidos | Wachovia Center              |
| 11 de septiembre de 2005 | Auburn Hills    | Estados Unidos | The Palace of Auburn Hills   |
| 12 de septiembre de 2005 | Indianápolis    | Estados Unidos | Bankers Life Fieldhouse      |
| 14 de septiembre de 2005 | Moline          | Estados Unidos | The MARK of the Quads        |
| 16 de septiembre de 2005 | St. Paul        | Estados Unidos | Xcel Energy Center           |
| 17 de septiembre de 2005 | Des Moines      | Estados Unidos | Wells Fargo Arena            |
| 19 de septiembre de 2005 | Denver          | Estados Unidos | Pepsi Center                 |
| 21 de septiembre de 2005 | Salt Lake City  | Estados Unidos | Delta Center                 |
| 24 de septiembre de 2005 | San Francisco   | Estados Unidos | AT&T Park                    |
| 26 de septiembre de 2005 | Tacoma          | Estados Unidos | Tacoma Dome                  |
| 27 de septiembre de 2005 | Vancouver       | Canadá         | GM Place                     |
| 30 de septiembre de 2005 | Sacramento      | Estados Unidos | ARCO Arena                   |
| 1 de octubre de 2005     | Fresno          | Estados Unidos | Save Mart Center             |
| 2 de octubre de 2005     | Chula Vista     | Estados Unidos | Coors Amphitheatre           |
| 8 de octubre de 2005     | Carson          | Estados Unidos | Home Depot Center            |
| 9 de octubre de 2005     | Carson          | Estados Unidos | Home Depot Center            |

### Quinta etapa - Oceanía
| Fecha                   | Ciudad    | País      | Lugar                 |
| ----------------------- | --------- | --------- | --------------------- |
| 14 de diciembre de 2005 | Sídney    | Australia | Sydney Cricket Ground |
| 17 de diciembre de 2005 | Melbourne | Australia | Telstra Dome          |

## Personal

### Green Day
- Billie Joe Armstrong - Vocalista principal, guitarra rítmica
- Mike Dirnt - Bajo, coros, vocalista principal en Nobody Likes You
- Tre Cool - Batería, percusión Vocalista principal en Rock and Roll Girfriend

### Adicional
- Jason White - Guitarra principal, guitarra rítmica, *coros
- Jason Freeze - Teclados, piano, guitarra acústica, trombón, saxofón, acordeón, coros.
- Roonie Blake - Trompeta, timbal de concierto, coros
- Mike Pelino - Guitarra rítmica, coros